# Rincón (Film)
Rincón ist ein deutsch-kubanischer Dokumentarfilm von Regisseur Cornelius Griep aus dem Jahr 2005 über den religiösen Synkretismus in Kuba.

## Handlung
Seit der Proklamation des sozialistischen Charakters der Revolution im April 1961 lebte die kubanische Bevölkerung jahrzehntelang unter dem Stigma der stalinistischen Interpretation der marxistisch-leninistischen Philosophie, wodurch sich viele Kubaner von der Religion distanziert hatten. Nach dem Zusammenbruch der Sowjetunion ermöglichte die mythisch-religiöse Vergangenheit des Landes in Anbetracht der fehlenden materiellen Grundversorgung, bestimmte Traditionen, die durch die wiederholte, unantastbare staatliche Propaganda scheinbar in Vergessenheit geraten waren, neu zu bewerten. Beispiel für die heutige Popularität der afrokubanischen Religionen, besonders der Santería, ist die Wallfahrt zum Rincón, einem kleinen Dorf südlich Havannas in der Nähe von Santiago de las Vegas. Zu dem Altar der dort gelegenen katholischen Kirche pilgern in den Tagen um den 17. Dezember Hunderttausende Kubaner, teilweise auf Knien oder mit Steinen gegeißelt, um dem Heiligen Lazarus (San Lázaro) bzw. seiner Entsprechung in der afrokubanischen Santería-Religion Babalú Ayé für die Erfüllung ihrer Wünsche zu danken. Der Film zeigt wie die Götter der animistischen afrikanischen Religionen Shangó, Oshún und Yemayá mit den Heiligen Santa Barbara, Caridad de Cobre und Virgen de Regla aus dem katholischen Pantheon verschmolzen sind und dass es in Kuba keine wie in der westlich-christlichen Praxis übliche strenge Trennung zwischen rituellen und profanen Momenten gibt.